# Union Pacific Missouri River Bridge
Die Union Pacific Missouri River Bridge, auch Omaha Bridge, ist eine zweigleisige Eisenbahnbrücke über den Missouri zwischen Omaha in Nebraska und Council Bluffs in Iowa. Die Fachwerkbrücke der Union Pacific Railroad geht auf eine der ersten permanenten Eisenbahnbrücken über den Missouri aus dem Jahre 1872 zurück, die damals die erste transkontinentale Eisenbahn von Sacramento nach Omaha mit dem Osten der USA verband. Sie wurde Ende des 19. Jahrhunderts zu einem wichtigen Eisenbahnknoten und das Verkehrsaufkommen erhöhte sich in der Folgezeit auf bis zu 300 Züge täglich. Sie musste wegen der rasanten Entwicklung der Lokomotiven und Frachtmengen mehrfach umgebaut werden und diente zwischenzeitlich auch als Straßenverbindung, wozu zusätzliche Fahrbahnen an ihren Außenseiten angebracht waren. Die heutige Stahlbrücke besteht in ihrer jetzigen Ausführung seit 1916. Betreiber ist nach wie vor die Union Pacific, die die Brücke heute noch für den Schienengüterverkehr nutzt, unter anderem für den Kohletransport aus dem Powder River Basin in Wyoming und Montana.

## Erste Brücke 1872

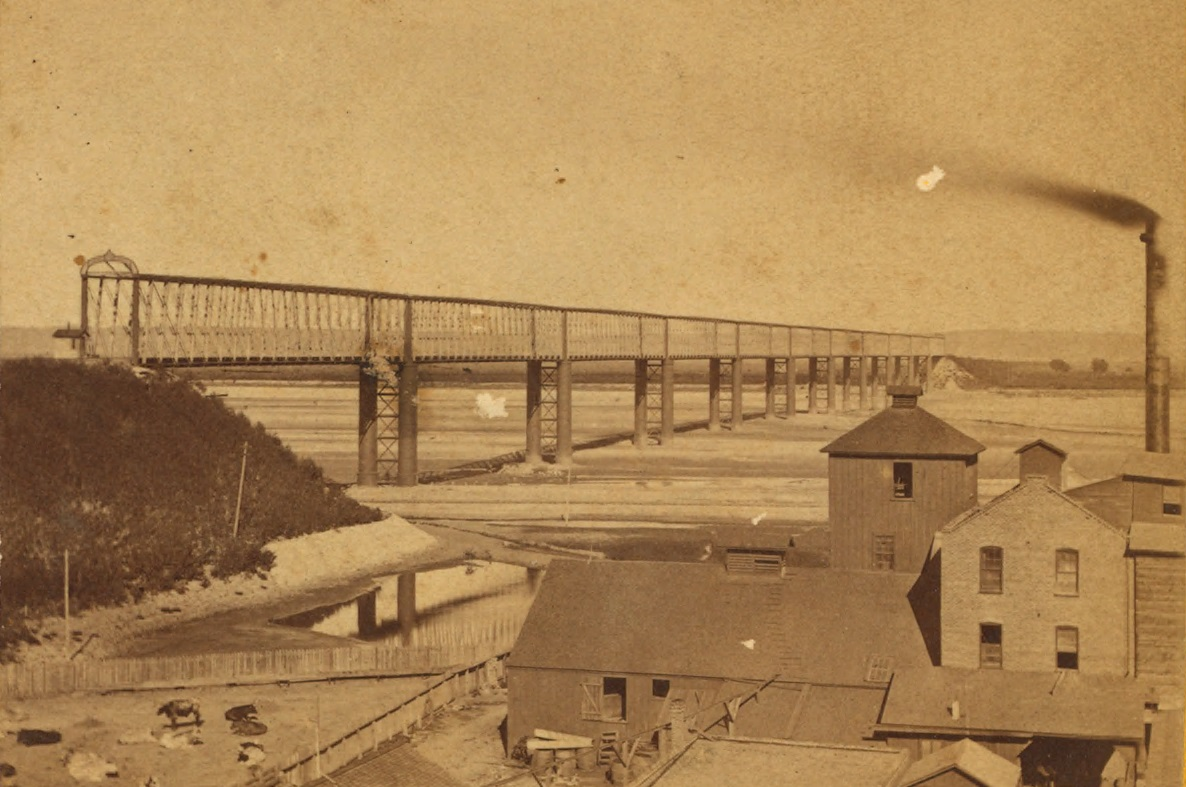
Die erste Omaha Bridge der Union Pacific von 1872 (eingleisig)

Mit der Fertigstellung der Bahnstrecken Omaha-Ogden (Union Pacific) und Ogden-Sacramento (Central Pacific) 1869, wuchs am östlichen Ende der ersten transkontinentalen Eisenbahn in Omaha der Bedarf nach einer permanenten Eisenbahnbrücke über den Missouri, wo die Verbindung in Richtung Ostküste der USA noch umständlich und zeitintensiv mittels Eisenbahnfähren realisiert wurde. Bis Ende 1870 entstand durch die Union Pacific eine erste temporäre hölzerne Trestle-Brücke, die man bis 1872 durch eine eingleisige Eisenbrücke ersetzte. Diese bestand aus elf 75 Meter langen Fachwerkträgern in Post-Bauweise (engl. post truss, nach seinem Erfinder Simeon S. Post, 1805–1872), die auf zehn Pfeilern ruhten. Diese wiederum waren aus zwei verbundenen Eisenrohren mit einem Durchmesser von 2,6 Meter aufgebaut, die bis zum Felsgrund ins Flussbett getrieben und anschließend verfüllt wurden. Der Bau der Brücke dauerte insgesamt 1162 Tage und war mit fast 3 Mio. US$ eines der teuersten Projekte der damaligen Zeit.
Die Union Pacific versuchte, die Baukosten über Gebühren für die Benutzung durch andere Eisenbahngesellschaften zu refinanzieren. Durch die vorhandene Monopolstellung – es war erst die dritte Eisenbahnbrücke über den Missouri – beliefen sich die Einnahmen auf monatlich 15.000 US$. Durch die Zunahme der Besiedlung des Westens und Mittleren Westens der USA stieg das Verkehrsaufkommen beträchtlich und zudem erhöhte sich das Eigengewicht der immer stärker werdenden Lokomotiven, was die Union Pacific zwang, schon zehn Jahre nach der Errichtung über einen Aus- oder Neubau nachzudenken.

## Zweite Brücke 1887

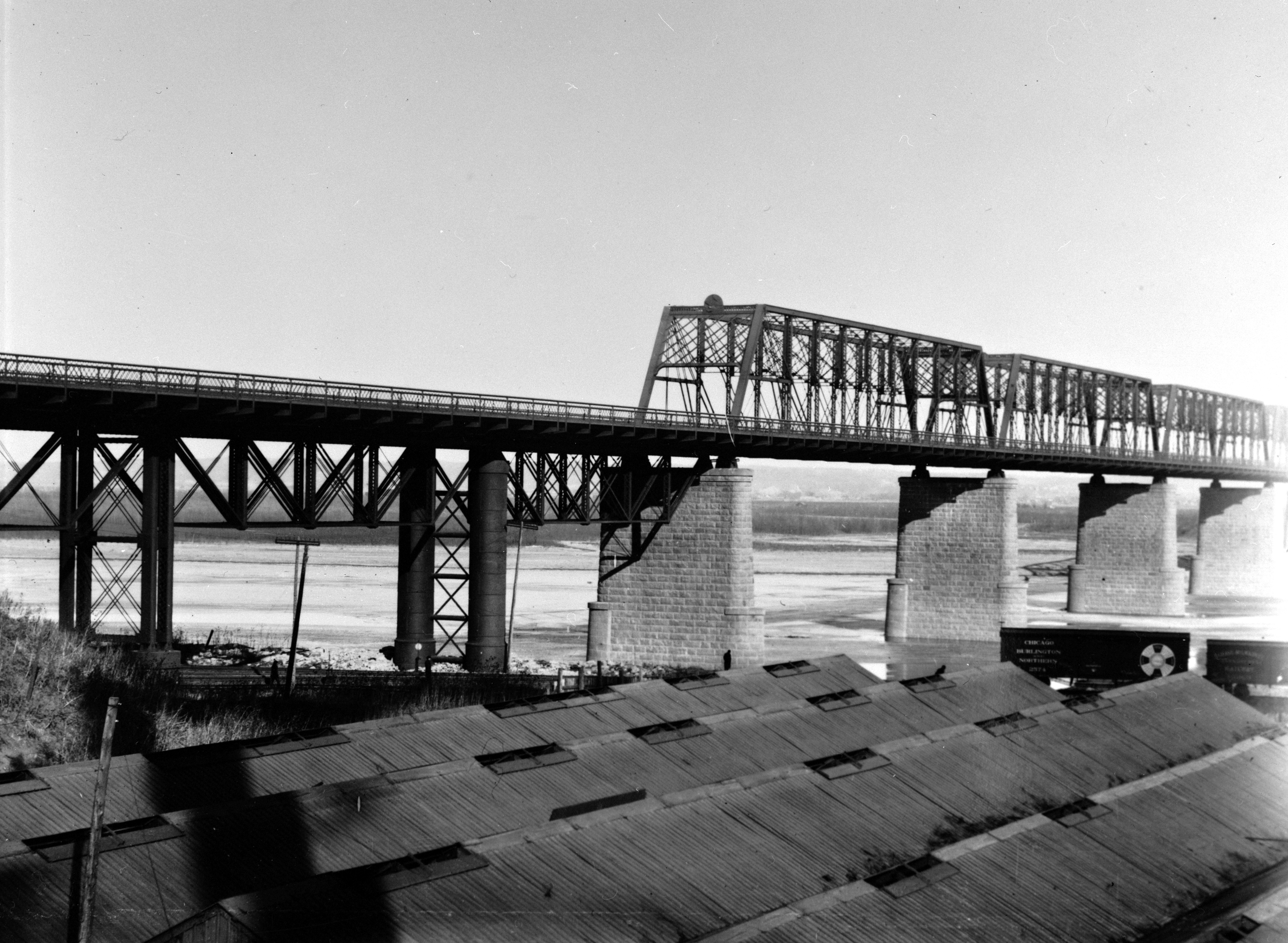
Die zweite Omaha Bridge gebaut bis 1887 von George S. Morison (zweigleisig mit zusätzlichen Fahrbahnen an den Außenseiten)

1885 wurde der Brückenbauingenieur George S. Morison engagiert, der eine neue zweigleisige Fachwerkbrücke entwarf, die nur einige wenige Brückenpfeiler wiederverwendete. Zusätzlich konnte er die Brücke um mehr als 300 Meter verkürzen, da sich der ständig verändernde Flusslauf des Missouri nach Westen in Richtung Omaha verlagerte und die ehemalige Brücke über das östliche Überschwemmungsgebiet durch eine Erdschüttung ersetzt werden konnte. Morison wählte als zentrale Elemente vier 75 Meter lange Whipple-Fachwerkträger mit untenliegendem Gleis (engl. whipple truss, nach seinem Erfinder Squire Whipple, 1804–1888) die auf fünf neuen mittels Senkkästen errichteten Steinpfeilern ruhten, gefolgt von jeweils drei kürzeren Fachwerkträgern mit obenliegendem Gleis. Die Brücke besaß zusätzlich an ihren Außenseiten zwei Fahrbahnen mit Fußweg, die durch Holzplanken auf seitlich angebrachten Auslegern realisiert wurden.
Die Bauarbeiten begannen Ende 1885 und die Fachwerkträger wurden nach Errichtung der neuen Brückenpfeiler mit Hilfe von Portalkränen bei laufendem Betrieb nacheinander auf- bzw. abgebaut. Morison ersetzte zu jener Zeit schon zunehmend das übliche Guss- und Schmiedeeisen durch den neuen Werkstoff Stahl und verwendete für die vier zentralen Fachwerkträger der zweiten Omaha Bridge bereits einen Anteil von 40 Prozent. Die Arbeiten konnten Mitte 1887 abgeschlossen werden, die Inbetriebnahme des zweiten Gleises verzögerte sich aber durch den nötigen zweigleisigen Ausbau der Zufahrten bis Anfang Oktober. Unter Morison arbeitete zu dieser Zeit auch der junge Ralph Modjeski (1861–1940), der nach siebenjähriger Zusammenarbeit mit Morison später sein eigenes Ingenieurbüro gründete und gleich seinem Lehrmeister einer der bedeutendsten Brückenbauingenieure der USA wurde. Die Kosten beliefen sich auf circa 850.000 US$ und waren damit um mehr als zwei Drittel geringer als für das nur dreizehn Jahre genutzte Vorgängerbauwerk. Morisons Brücke sollte aber auch nur knapp 30 Jahre Bestand haben, da die Lokomotiven und die beförderten Frachten stetig an Gewicht zulegten und auch die zweite Brücke in den 1910er Jahren schließlich an ihre Belastungsgrenze kam.

## Dritte Brücke 1916

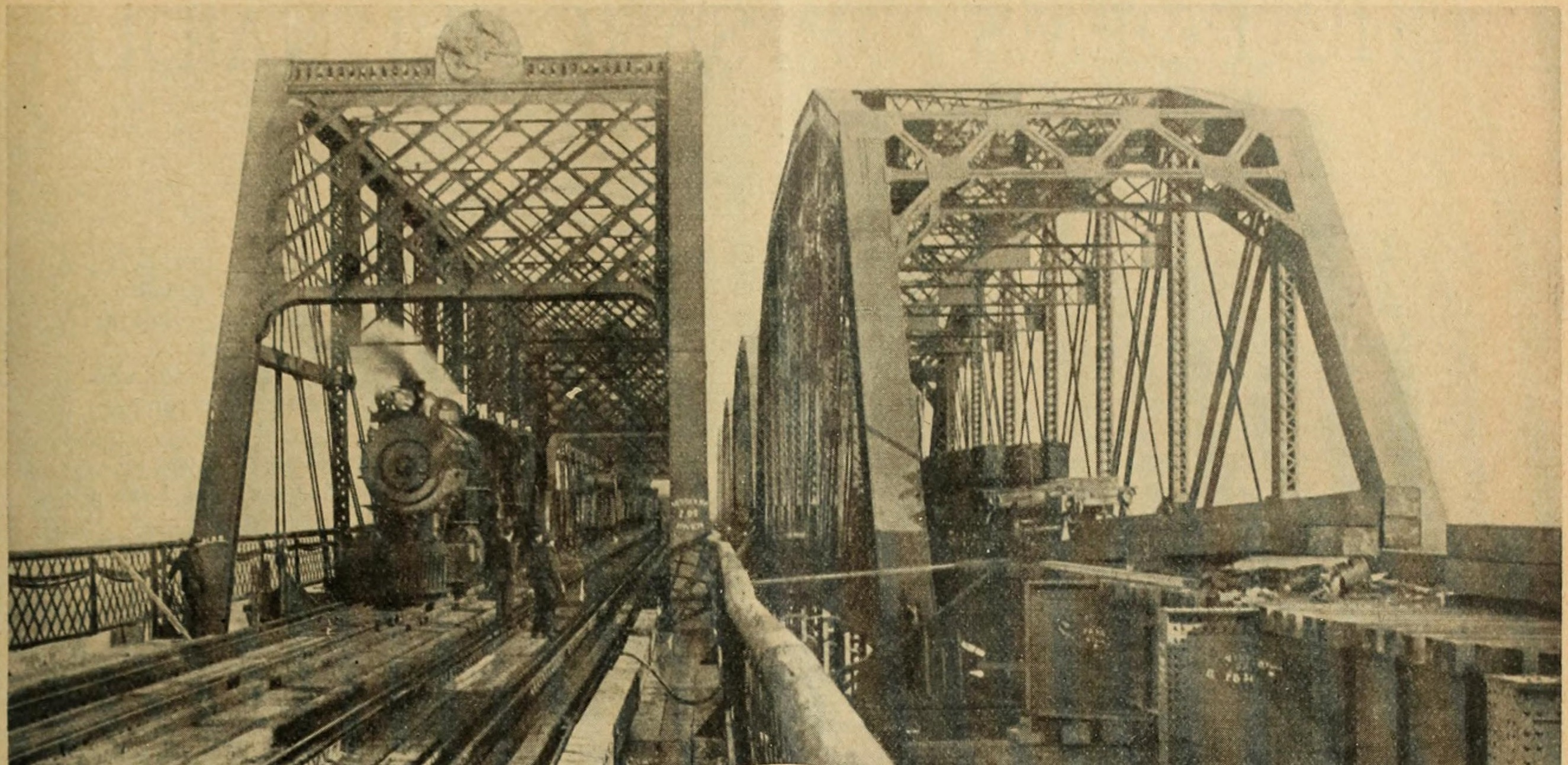
Bau der dritten Omaha Bridge 1916. Mittels beidseitigen Holzgerüsten konnten die alten Fachwerkträger (links) mit den neuen (rechts) innerhalb weniger Stunden durch seitliches Verschieben ausgetauscht werden

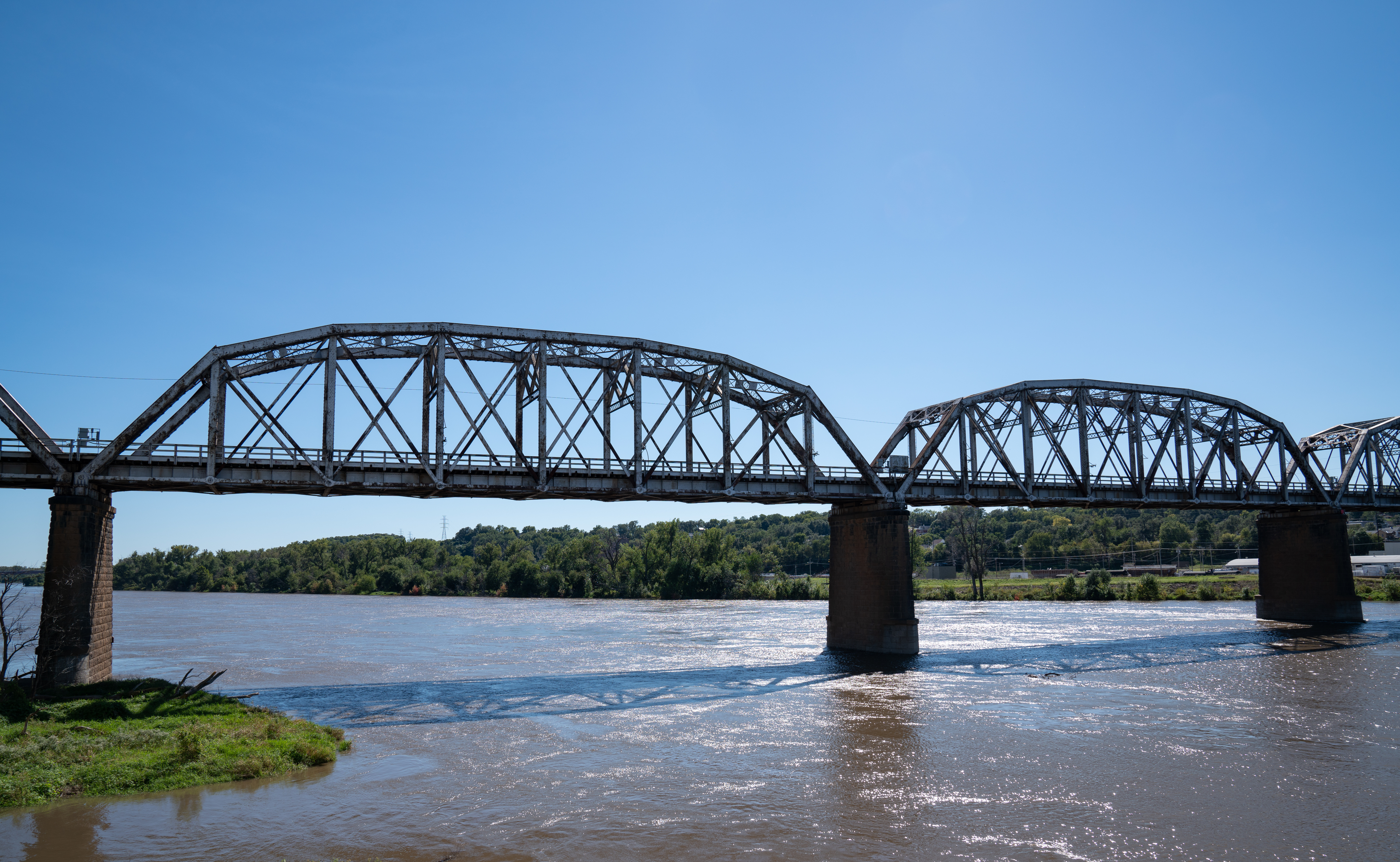
Die Fachwerkträger der heutigen Stahlbrücke 2018

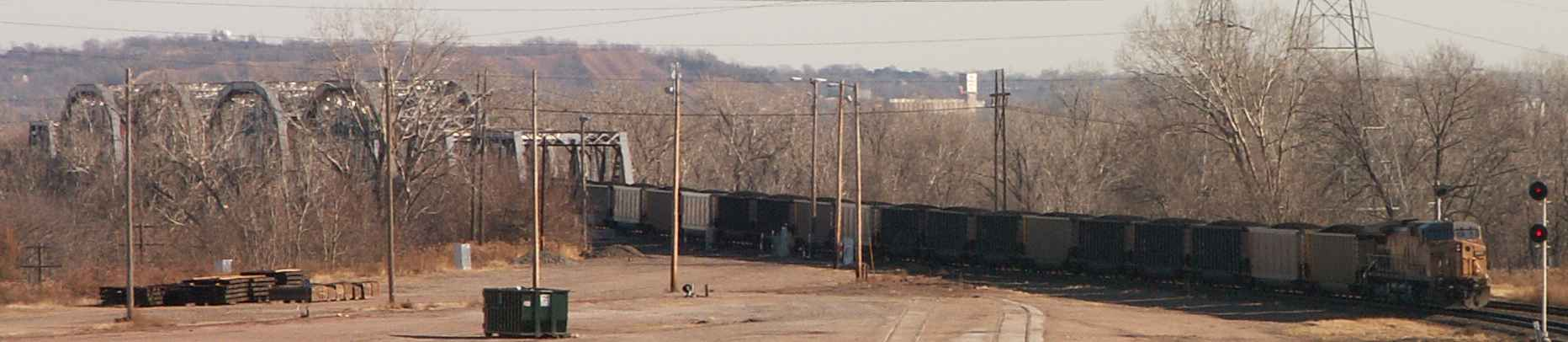
Ein mit Kohle beladener Güterzug der Union Pacific passiert die heute über 100 Jahre alte Brücke in Richtung Omaha (2006)

Die Ingenieure der Union Pacific entwarfen Mitte der 1910er Jahre einen neuen Überbau mit einer achtfach höheren Traglast im Vergleich zu Morisons Brücke, was fast 20 Prozent über den damals nötigen Anforderungen lag. Da das Verkehrsaufkommen auf durchschnittlich 300 Züge täglich angestiegen war, musste eine Möglichkeit gefunden werden, den Austausch der Fachwerkträger ohne größere Unterbrechungen des Zugverkehrs zu bewerkstelligen. Bis Ende Dezember 1916 errichtete die American Bridge Company die neuen Stahl-Fachwerkträger flussabwärts auf Holzgerüsten neben den Steinpfeilern und am 23. Dezember gegen Mittag wurden die alten Träger gelöst, auf ebensolche Holzgerüste auf der flussaufwärts gelegenen Seite verschoben und danach die neuen Träger auf die Steinpfeiler geschoben. Der erste Zug konnte dadurch nach zehn Stunden Unterbrechung die Brücke wieder passieren.
Die heutige Brücke besteht aus vier 75 Meter langen Pratt-Fachwerkträgern (engl. pratt truss, nach den Erfindern Caleb und Thomas Willis Pratt, 1812–1875) mit gebogenem Obergurt und drei kleineren Trägern mit geradem Obergurt sowie anschließenden Balkenbrücken der Zufahrten, die Teile der ehemaligen kleineren Fachwerkträger ersetzten. Die Gesamtlänge der Brücke beträgt gleich Morisons Brücke 533 Meter. Das Gewicht der vier zentralen Träger erhöhte sich durch die größer konzipierte Traglast von insgesamt knapp 2000 Tonnen auf fast 3600 Tonnen. Die Brücke ist nahezu unverändert seit über 100 Jahren in Betrieb und wird von der Union Pacific nach wie vor für den Schienengüterverkehr genutzt, unter anderem für den Transport von Braun- und Steinkohle aus dem Powder River Basin in Wyoming und Montana, aus dessen Tagebauen 40 Prozent der Kohleversorgung der USA stammen.